# 科莫倫特島
科莫倫特島（西班牙語：Isla Cormorant）是南極洲的島嶼，位於昂韋爾島以南1公里的俾斯麥海峽，處於波拿巴角東南面4公里，在1954年被繪入阿根廷地圖，現時由南極條約體系管理。